# Dormindo com o Inimigo
Sleeping with the Enemy (br/pt: Dormindo com o Inimigo) é um filme de suspense psicológico americano de 1991, dirigido por Joseph Ruben e baseado no romance homônimo da escritora Nancy Price. Julia Roberts interpreta uma mulher que escapa de seu marido obsessivo e abusivo,indo de Cabo Cod para Cedar Falls, Iowa, onde ela chama a atenção de um gentil professor de teatro universitário.

## Sinopse
Martin Burney é um homem de boa aparência, bem-sucedido e sedutor que a princípio parece ser o homem que Laura sempre quis ter, porém, após o casamento, ele se mostra tão ciumento e violento que Laura simula um afogamento para desaparecer e fazê-lo crer que ela estaria morta. 
Abandonando seu passado e seguindo uma nova vida com o nome de Sara Waters, ela compra uma casa em outra cidade e começa a se relacionar com seu vizinho Ben Woodward, um divertido professor universitário. Enquanto isso, Martin se dá conta de que fora enganado, vai atrás da ex-mulher e descobre que ela tem outro.

## Elenco
- Julia Roberts como Laura Williams Burney/Sara Waters
- Patrick Bergin como Martin Burney
- Kevin Anderson como Ben Woodward[6]
- Elizabeth Lawrence como Chloe Williams
- Kyle Secor como Fleishman
- Claudette Nevins como Dr. Rissner

## Lançamento

### Resposta da crítica
Dormindo com o Inimigo recebeu mista de críticas negativas, o filme detém actualmente uma classificação de 23% 'podre' no Rotten Tomatoes.
Famoso crítico Roger Ebert deu ao filme 1,5 estrelas em seu lançamento, chamando-o de "um filme de terror disfarçado, uma versão da velha fórmula exploração onde a vítima pode correr até o mercado, mas ela não pode se esconder".

### Bilheteria
A abertura do filme acabou com as 11 semanas de Home Alone em 1º nas bilheterias. No final de seu prazo, o filme tinha arrecadou $101,599,005 na bilheteria doméstica; com um total internacional de $73,400,000, bruto mundial do filme foi $ $174,999,005; baseado em um orçamento de $19 milhões, o filme foi um sucesso de bilheteria.

## Home media
O filme alcançou o 1º lugar nas locações de vídeo.

## Prêmios e indicações
A trilha sonora de Jerry Goldsmith ganhou o BMI Film Music Award em 1992. O filme foi também nomeado para o Academy of Science Fiction, Fantasy & Horror Films Saturn Award de 1992 em quatro categorias: Melhor Atriz (Roberts), Melhor Ator Coadjuvante (Bergin), Melhor Filme de Terror e Melhor Música (Goldsmith).